# Палац Вілейшісів
Палáц Вілéйшіса, відомий також як будинок Вілéйшісів (лит. Vileišio rūmai) — ансамбль палацу литовського громадського діяча Петраса Вілейшіса на Антоколі, Вільнюс. Збудований у 1904—1906 рр. за проєктом віленського архітектора німецького походження Августа Клейна у необароковому стилі. Зараз тут розташований Інститут литовської літератури і фольклору.

## Історія

### Спорудження, перші роки
Архітектор Август Клейн розробив два проєкти палацу, один у неокласичному стилі, другий — у необароковому. Вілейшіс обрав необароковий стиль, аби палац виглядав гармонійно напроти костелу Святих Петра і Павла.
Будівництво ансамблю розпочалось 1904 року. Будівельні матеріали закуповувалися з Фінляндії та Нідерландів. Згідно зі свідченнями очевидців, вапно, яке використовувалося при його будівництві, розбавлялося сепарованим молоком, а не водою. Також при будівництві використовували нетиповий для споруджень початку ХХ ст. залізобетон.
Проект був завершений у 1906 році за кошти Вілейшіса та під його особистим наглядом. У підвал новозбудованого житлового будинку одразу після закінчення робіт було перенесено друкарське обладнання, на якому виготовляли першу литовську щоденну газету «Vilniaus žinios» (укр. «Віленські вісті»). 9 січня 1907 року на першому поверсі відбулася перша литовська художня виставка, організаторами якої стали Мікалоюс Чюрльоніс (виставка стала першою презентацією його робіт), Антанас Жмуйдзінавічус, Пятрас Рімша. На церемонії відкриття з урочистою промовою виступав Йонас Басанавічюс.
Палац став центром проведення різноманітних культурних та громадських заходів за ініціативою Вілейшіса. Він із сім'єю проживав тут до початку Першої світової війни.
Під час регулярних відряджень за палацом наглядала дочка інженера, Елена Вілейшите-Яловяцкене (лит. Elena Vileišytė-Jaloveckienė). Через п'ять років після смерті батька, у 1931 вона переїхала до Варшави та продала палац литовському просвітницькому товариству «Rytas» (укр. «Ранок») за 55 000 доларів США. У 1932 році в палаці паралельно працювало Литовське наукове товариство. У цьому ж будинку декілька тижнів жив Йонас Басанавічюс, який обіймав посаду голови товариства.

### Друга світова війна, перебування Литви у складі СРСР
В 1940 році після передавання Вільнюса Радянським Союзом Литві у палаці облаштували Інститут литуаністики. У 1941 році, коли маєток було передано у власність Академії наук Литовської РСР, на основі Інституту литуаністики та Литовського наукового товариства були засновані два інститути Академії — Інститут литовської мови та Інститут литовської літератури (з 1952 — об'єднані в Інститут литовської мови і літератури; з 1953 — створений сектор фольклору.). Також тут розміщувався Інститут історії.
У 1947 році на базі Інституту літератури також було засновано Літературний музей АН Литовської РСР. Пізніше Інститут історії був переведений у будівлю на вулицю Косцюшкос, 30.
Під час радянської окупації заклад працював без значних змін.

### Палац після відновлення незалежності
У 1990 році заклад був реорганізований у дві самостійні державні наукові установи — Інститут литовської мови й Інститут литовської літератури та фольклору.
На початку 2000-х комплекс було зачинено на реставрацію до 2007 року.
Під час робіт в стінах палацу було знайдено багато цінних історичних документів. Однак зниклих примірників Акту про незалежність Литви, підписаного 1918 року, не знайшли, незважаючи на припущення, що вони були заховані саме в палаці.
Нині в головному будинку колишнього палацу Вілейшіса розташовані Інститут литовської літератури і фольклору та наукова бібліотека. У господарській частині розміщуються службові приміщення, склади та сховища Інституту.
У палаці зберігаються портрети, погруддя, барельєфи діячів литовської культури, твори декоративно-ужиткового мистецтва, що належали Литовському науковому товариству.

## Архітектура

### Зовнішній вигляд та структура

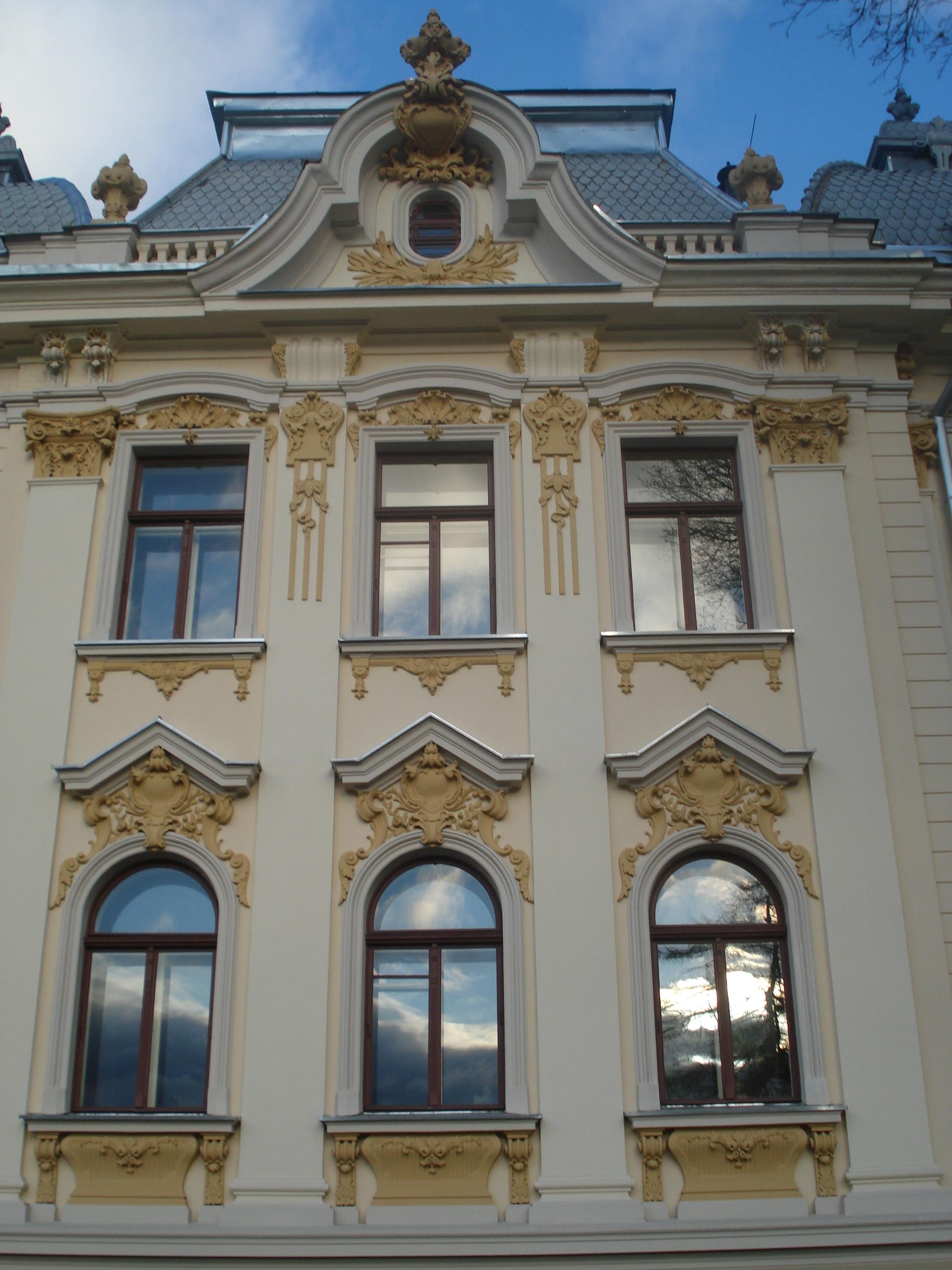
Лівий фасад палацу

Ансамбль розташовується за адресою вул. Антакальньо, 6 (лит. Antakalnio g. 6), неподалік костелу Святих Петра і Павла. Він споруджений на штучній терасі біля річки Няріс. Ансамбль складають: головний палац у центрі ділянки загальною площею близько 0,46 га, житловий будинок, допоміжна господарська будівля та огорожі з брамою. Південно-східний кут тераси зміцнює стінка з балюстрадою, у західній частині споруджено круглий оглядовий майданчик. Ділянка озеленена декоративними рослинами.
Стовпи головних великих воріт прикрашені декоративними ліхтарями, по обидва боки від них і біля житлового будинку є три брами меншого розміру. Більшу частину огорожі становлять металеві ґрати з характерними для бароко орнаментами між цегляними оштукатуреними стовпами, меншу — стіна та стовпи з нештукатуреної жовтої цегли.
Будинки вважаються одними з перших у Вільнюсі, які було побудовано із застосуванням нових матеріалів — бетону, цементу та залізобетонних перекриттів. Замість традиційних цегляних димарів змонтовано мідні нержавійні труби. Камінь для фундаменту витесаний на замовлення у Фінляндії. Усі три будівлі були обладнані електрикою, водогоном та каналізацією з біологічним фільтром.
Домінанта ансамблю — головний двоповерховий палац із напівпідвальним поверхом, це колишня резиденція родини Вілейшісів. Палац за планом квадратний, із залізобетонними перекриттями. Дах з мансардою та чотирма куполами, перекритими свинцевими плитами у формі риб'ячої луски. Між банями розташовуються декоративні металеві труби. Головний та дворовий фасади оштукатурені, в центрі мають ризаліти, що мало виступають та оформлені пілястрами з композитними капітелями. Вони акцентовані портиками з балконами. Вхід підкреслено пишним передпокоєм та сходами по обидва боки, терасою, обгородженою напівкруглою балюстрадою. Західний фасад відзначений портиком із двома колонами — чорний хід для слуг. В архітектурі комплексу домінують форми, що імітують бароко та, частково, модерн. За палацом росте унікальне коло з восьми кленів.
Житловий цегляний будинок біля вулиці має три поверхи із залізобетонними перекриттями в необароковому стилі; покрівля жерстяна. Приміщення на трьох поверхах коридорної системи розташовані асиметрично. Головний вхід — із вулиці (зараз це вхід через колишні службові двері з двору). Будівля внесена до списку пам'яток історії республіканського значення.

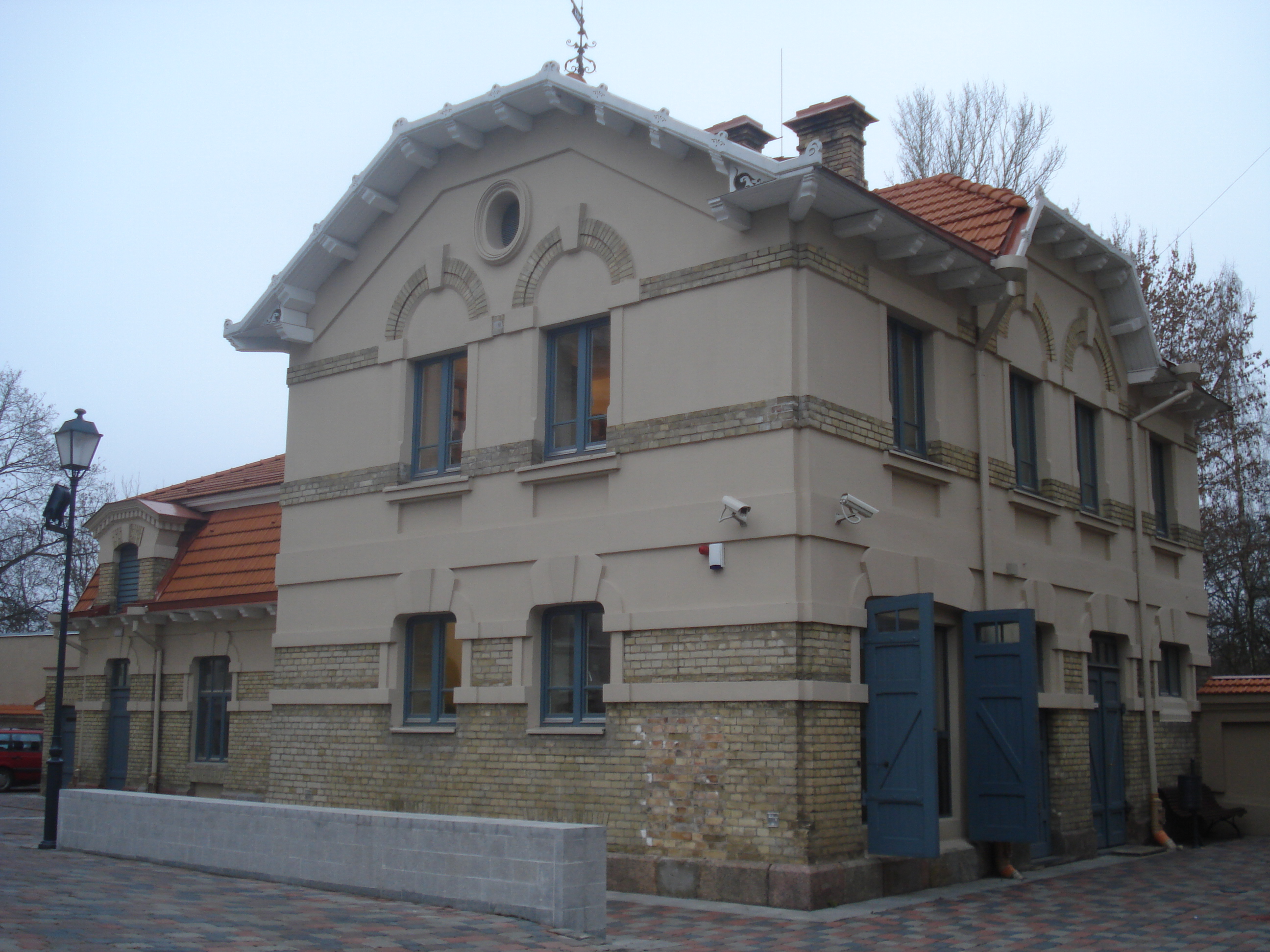
Господарська будівля палацу

Господарська будівля побудована з жовтої цегли у рисах модерну, в декорі використано деревину. Основна частина — двоповерхова, має одноповерхову прибудову. За часів Вілейшіса тут розташовувалися житла сторожа та кучера, а також стайня, в якій стояв фаетон. Над стайнею розташовувалася палітурна майстерня.

### Інтер'єр

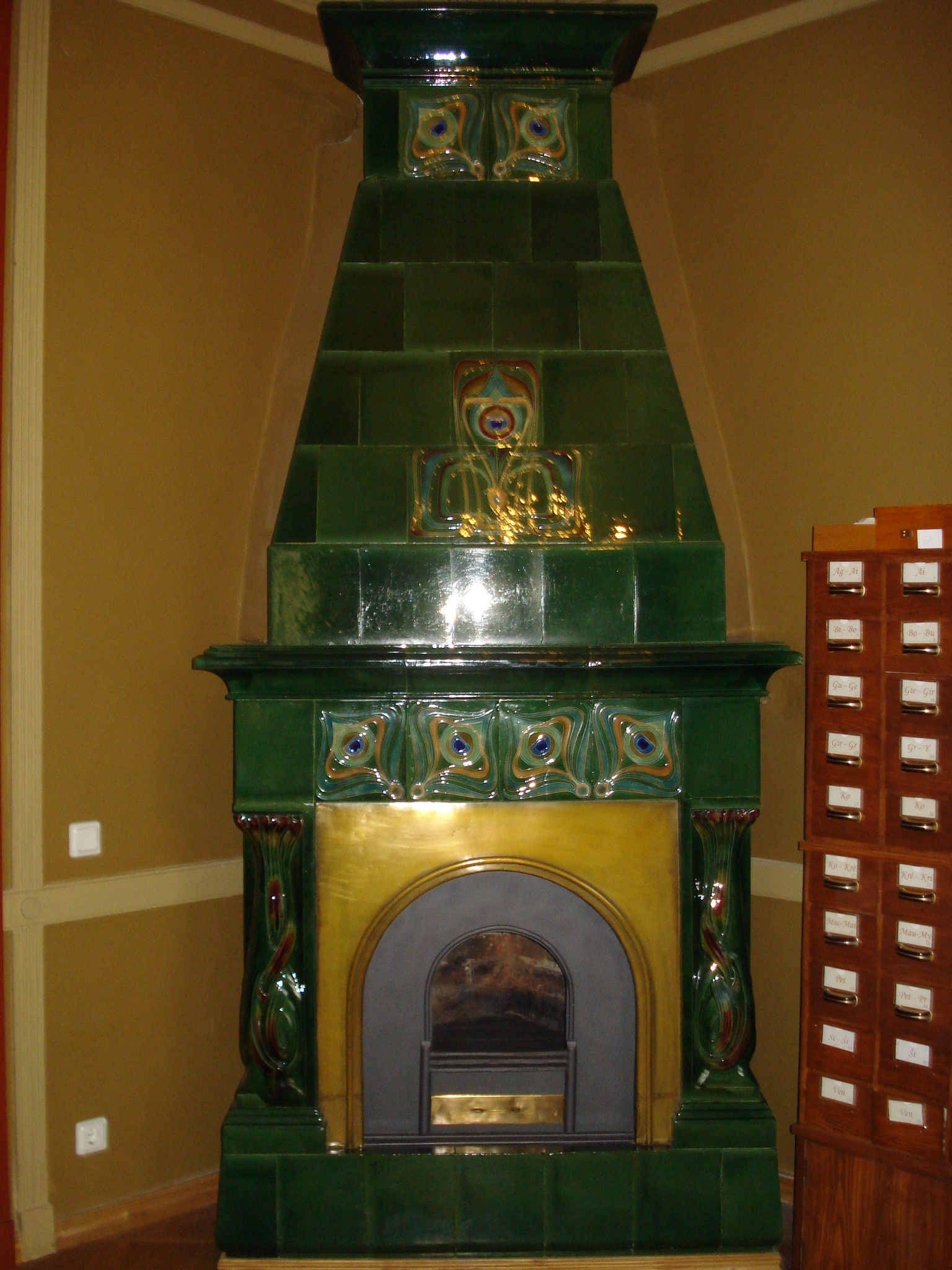
Зелена кахельна піч у колишній спальні пані Вілейшите-Ялоцкене

Головна будівля розділена капітальними стінами на три частини, плани двох поверхів однакові. З коридору двері ведуть до кімнат однакових розмірів, це колишній кабінет господаря та приймальня. З вестибюля репрезентативні сходи праворуч ведуть на другий поверх. Поруч із вестибюлем розташовані дві вітальні, їдальня та приміщення для сервірування. Кухня була у напівпідвальному приміщенні. Верхній поверх створено для зони відпочинку.
В інтер'єрі житлового будинку переважає декор із мотивами неокласицизму. Велика люстра у вестибюлі — подарунок робітників фабрики «Вілія»; як і дві підставки для квітів у тому ж стилі, вона виготовлена зі сталі та заліза у 1907—1910 рр.
Елементи відрізняються декоративністю та характеризуються поєднанням рис, властивих модерну та історизму. Поручні сходів мають необарокові форми.
З обладнаних при будівництві палацу 28 пічок (у стилі неоренесансу, неорококо, класицизму, з картушами та скульптурними бюстами) збереглося лише 13. Кахлі для печей привезені з Голландії. Найцікавішим для архітекторів прикладом є «зелений камін», який прикрашав будуар пані Вілейшите.